# Ukrainische wissenschaftliche Gesellschaft
Die Ukrainische wissenschaftliche Gesellschaft (ukrainisch Українське наукове товариство) war eine ukrainische gelehrte Gesellschaft.
Gegründet wurde diese erste ukrainischsprachige wissenschaftliche Gesellschaft 1907 in Kiew auf Betreiben von Wolodymyr Naumenko, nachdem 1906 das durch die zaristische Zensurbehörde erlassene Verbot ukrainischsprachiger Publikationen (Emser Erlass) aufgehoben worden war. Aufbau und Organisation folgten weitgehend der bereits 1873 in Lemberg gegründeten Wissenschaftlichen Gesellschaft Schewtschenko, mit der sie eng verbunden blieb. Erster Präsident wurde im Jahr 1908 Mychajlo Hruschewskyj.
Die Gesellschaft umfasste eine historische, eine philologische und eine naturwissenschaftliche Sektion. Später kamen technische, medizinische, archäologische, pädagogische und Kunstsektionen hinzu, zudem Kommissionen für Ethnographie, Sprachwissenschaft und Wirtschaftsstatistik. Im Jahr 1917 wurden weitere Kommissionen gegründet, etwa für Wirtschaftsgeschichte, Recht, Botanik und zwölf weitere, meist naturwissenschaftliche Bereiche.
Die Gesellschaft unterhielt eine Bibliothek, ein archäologisches und ein Kunstmuseum, zudem ein Museum zu ukrainischen Persönlichkeiten in Kiew. Sie veranstaltete zweiwöchentliche Vorträge, organisierte wissenschaftliche Kolloquien und veröffentlichte Forschungsergebnisse, Surveys und Reviews sowie bisweilen Primärquellen in der Zeitschrift Записки Українського наукового товариства в Києві („Notizen der Ukrainischen Wissenschaftlichen Gesellschaft in Kiew“), die zwischen 1908 und 1914 sowie 1917 und 1918 in 18 Bänden erschien, und in der Vierteljahresschrift Ukraïna (erschienen 1914 und 1917–1918). Unterbrochen wurden die Aktivitäten der Gesellschaft durch den Ersten Weltkrieg und den damit einhergehenden zaristischen Restriktionen und Zensurerlassen. Nach der Februarrevolution 1917 war die Ukrainische wissenschaftliche Gesellschaft maßgeblich an der Wiederbelebung der Nationalen Taras-Schewtschenko-Universität Kiew und an der Gründung der Nationalen Akademie der Wissenschaften der Ukraine im Jahr 1918 beteiligt. Alle Sektionen, Kommissionen der Gesellschaft, die 1918 den ersten Kongress der ukrainischen Naturwissenschaftler veranstaltete und den Ukrainischen Meteorologischen Dienst etablierte, wurden 1921 in die Nationale Akademie der Wissenschaften der Ukraine überführt.
Die Zahl der Mitglieder der Ukrainische wissenschaftliche Gesellschaft wuchs zwischen 1908 und 1912 von 54 auf 98 Mitglieder, zehn Jahre nach ihrer Gründung hatte sie 161, im Jahr 1918 fast 300 Mitglieder.